# Bistum Grenoble-Vienne
Das Bistum Grenoble-Vienne (lateinisch Dioecesis Gratianopolitana-Viennensis Allobrogum, französisch Diocèse de Grenoble-Vienne) ist ein römisch-katholisches Bistum in Frankreich. Es umfasst das heutige Département Isère.

## Geschichte
Im 4. Jahrhundert wurde das Bistum errichtet; der erste namentlich bekannte Bischof war ein gewisser Domninus, der im Jahr 381 an der Synode von Aquileia teilnahm. Um die Mitte des 5. Jahrhunderts wurde es in die Kirchenprovinz Vienne eingegliedert.
Im Jahr 1779 erfolgte die Abtretung von Teilen der Diözese an das neu gegründete Bistum Chambéry. Im Zuge der Neustrukturierungen in Frankreich infolge der französischen Revolution erfolgte im Konkordat von 1801 die Erweiterung um das Gebiet der vormaligen Diözese Die sowie von Teilen des aufgelösten Bistums Gap und des Erzbistums Vienne. Im Jahr 1822 wurde das Bistum Gap wiedererrichtet, so dass sich das Gebiet des Bistums Grenoble seither mit dem des Département Isère deckt.